# Impôt sur les successions
Ne doit pas être confondu avec Droit des successions.
L'impôt sur les successions, parfois appelé impôt sur l'héritage ou droits de succession, est un impôt indirect prélevé sur la transmission d'un patrimoine d'une personne physique à une autre.

## Histoire
Les droits de succession sont un des impôts les plus anciens. 
Le Vicesima hereditatium est mise en place en l'an 6 apr. J.-C. par l'empereur Auguste.
Dans les sociétés modernes, l'impôt sur les successions a pour objectif d'encourager la méritocratie et de limiter la formation d'une aristocratie de sang[réf. nécessaire], comme cela a été longtemps le cas.  
Certaines familles européennes ou américaines sont fortunées depuis de nombreuses générations, voire parfois depuis plusieurs siècles.  
D'après les recherches de Thomas Piketty, « après bien des variations tout au long du XXe siècle, les taux d'imposition appliqués aux successions les plus élevées se situent dans les années 2000-2020 entre 30 % et 55 % dans les principaux pays capitalistes, aussi bien aux États-Unis qu'au Royaume-Uni, au Japon, en Allemagne et en France. Au Japon, le taux le plus élevé a même été augmenté de 50 % à 55 % en 2015. En Asie orientale, dans les autres pays capitalistes de la région, il existe des impôts successoraux élevés, par exemple en Corée du Sud (avec un taux de 50 % applicable aux transmissions les plus importantes) ».

## Amérique du Nord

### CanadaetÉtats-Unis
Selon le traité sur l'impôt successoral entre les États-Unis et le Canada, il existe en 2008 un crédit l'un contre l'autre. Dans d'autres cas de successions internationales, la double imposition est possible selon la Loi de l'impôt sur le revenu, (LRC (1985), ch. 1; Estate of Ballard v. Commissioner, 85 TC 300 (1985); Troisième protocole, art. 19 (Traité, art. XXIX-B) (1994).

### Canada
Selon le fiscaliste Luc Godbout, « le Canada (et le Québec) fait bande à part. Il s’agit d’un des rares pays développés à ne pas avoir, sous une forme ou une autre, un impôt sur les transferts de patrimoine au décès. Cependant, le Canada est également un des seuls endroits à avoir une disposition présumée des biens des particuliers ayant pour effet d’imposer les gains en capital courus au moment du décès ». D'après le journaliste Francis Vailles, qui commente l'analyse de M. Godbout, « le Canada fait partie de 3 des 36 grands pays industrialisés à imposer le gain en capital couru dans les mains du défunt avant tout transfert aux héritiers (bien que des roulements soient possibles, principalement au conjoint) ».

#### Québec
La première étape du règlement d'une succession au Québec est l'obtention du certificat de décès, la recherche testamentaire et la recherche matrimoniale. En matière de droit des successions, le Québec reconnaît la liberté de tester.
Par la suite, selon que le défunt a laissé ou non un testament, il y a différentes étapes à franchir afin de mener à bien le règlement de la succession.

### États-Unis
21 États américains ainsi que Washington D.C. taxent les successions ou le transfert de patrimoine : Caroline du Nord, Connecticut, Delaware, Hawaï, Illinois, Iowa, Kentucky, Maine, Maryland, Massachusetts, Minnesota, Nebraska, New York, Oregon, Pennsylvanie, Rhode Island, Tennessee, Vermont, et Washington.

## Asie

### Corée du Sud
Pour ce qui concerne les entreprises, la taxation des successions est de 50 %, et 65 % pour l'actionnaire principal d'une entreprise familiale. Des déductions fiscales existent pour les petites et moyennes entreprises, ayant moins de cinq cent milliards de wons d'actifs, ou réalisant des ventes annuelles inférieures à trois cent milliards de wons. Cependant, les conditions sont strictes et moins d'une centaine d'entreprises en profitent chaque année. Certains actionnaires préfèrent céder leurs titres de leur vivant, parfois à de tout jeunes enfants, afin d'éviter de payer des droits de succession.

### Japon
À la suite d'une réforme entrée en vigueur le 1er janvier 2015, l'abattement passe de cinquante millions de yens plus dix millions par héritier à trente millions de yens plus six millions par héritier. Environ 4 % des successions sont taxées, pour un montant d'environ 1 500 milliards de yens. Ce chiffre a baissé dans les années 1990, principalement en raison de la baisse de l'immobilier de la décennie perdue. Le taux maximal d'imposition est de 55 %.

## Europe
À compter du 17 août 2015, le Règlement européen sur les successions internationales entre en application dans l'Union européenne. Il « apporte essentiellement le principe de l’unicité de la loi successorale : désormais une seule loi nationale viendra régir l’ensemble de la succession. Par défaut, il s’agira de la loi de la résidence habituelle du défunt mais elle pourra être aussi sa loi nationale si la personne a procédé à ce choix avant sa mort ».

### Allemagne
| Valeur des biens moins déduction fiscale de: | Classe d'imposition I  | Classe d'imposition I                                       | Classe d'imposition I | Classe d'imposition I       | Classe d'imposition II                         | Classe d'imposition III |
| Valeur des biens moins déduction fiscale de: | Conjoints, Partenaires | Enfants, petits-enfants (si leurs parents sont morts), etc. | Petits-enfants        | Parents (en cas d'héritage) | Frères et sœurs, Parents (en cas de don), etc. | Tous les autres         |
| -------------------------------------------- | ---------------------- | ----------------------------------------------------------- | --------------------- | --------------------------- | ---------------------------------------------- | ----------------------- |
| Valeur des biens moins déduction fiscale de: | 500 000 €              | 400 000 €                                                   | 200 000 €             | 100 000 €                   | 20 000 €                                       | 20 000 €                |
| Taux d'imposition pour un bien               |                        |                                                             |                       |                             |                                                |                         |
| jusqu'à 75 000 €                             | 7 %                    | 7 %                                                         | 7 %                   | 7 %                         | 15 %                                           | 30 %                    |
| jusqu'à 300 000 €                            | 11 %                   | 11 %                                                        | 11 %                  | 11 %                        | 20 %                                           | 30 %                    |
| jusqu'à 600 000 €                            | 15 %                   | 15 %                                                        | 15 %                  | 15 %                        | 25 %                                           | 30 %                    |
| jusqu'à 6 000 000 €                          | 19 %                   | 19 %                                                        | 19 %                  | 19 %                        | 30 %                                           | 30 %                    |
| jusqu'à 13 000 000 €                         | 23 %                   | 23 %                                                        | 23 %                  | 23 %                        | 35 %                                           | 50 %                    |
| jusqu'à 26 000 000 €                         | 27 %                   | 27 %                                                        | 27 %                  | 27 %                        | 40 %                                           | 50 %                    |
| de plus de 26 000 000 €                      | 30 %                   | 30 %                                                        | 30 %                  | 30 %                        | 43 %                                           | 50 %                    |

Le montant total du capital imposable (c'est-à-dire déduit précédemment de l'abattement) est toujours soumis au taux d'imposition en % applicable au montant maximum. Pour éviter les effets de seuils, l'impôt supplémentaire dû à l'augmentation du taux en passant un seuil  de capital imposable est limité à 50% ou 75% du capital dépassant ce seuil.
Il existe, en outre, un abattement matériel supplémentaire pour les articles ménagers et autres articles d'un montant de 41 000 €, pour d'autres biens tels que les bijoux ou la voiture d'un montant de 12 000 €.

### Belgique
Les droits de succession dépendent de la région : Région wallonne, Région flamande ou Région de Bruxelles-Capitale. Celle-ci est déterminée en prenant en compte la plus longue période de domiciliation fiscale pour les cinq années précédant le décès.

### France
En 2017, les impôts sur les successions, héritages et donations rapportaient en France 14,1 milliards d'euros, soit 5,2 milliards de plus que dix ans auparavant, dont 12,8 milliards d'euros pour les droits de succession, soit 0,61 % de la richesse nationale, contre 0,15 % en Europe. Mais selon l'AFP, près de 80% des familles françaises n'étaient plus concernées par l’impôt sur l'héritage en 2022. En moyenne, le taux d'impôt sur l'héritage en ligne directe s'élevait à 3,1 % en 2016, pour un héritage moyen de 67 200 euros.
La partie des successions en ligne directe (principalement les enfants) qui dépassent 100 000 euros par enfant est en moyenne taxée à un peu moins de 8 %, mais compte tenu de l'extrême concentration des fortunes, l'immense majorité des héritiers verse moins que 8 %, et encore moins si l'on compare à la somme effectivement reçue. Toute partie d'un d'héritage inférieure à 100 000 euros est en effet totalement exonérée d’impôts. Seule la partie dépassant 100 000 euros est taxée. Les trois enfants d'une personne leur laissant 360 000 euros, soit 120 000 euros chacun, ne verseront chacun des droits que sur les 20 000 euros dépassant les 100 000 euros d'abattement accordés par la loi à chacun des trois héritiers. 
Par ailleurs, tous les héritages transmis au conjoint survivant sont totalement exonérés d’impôts, et tout héritage transmis à un enfant handicapé est lui aussi totalement exonéré d’impôts.
Les biens sont transmis aux héritiers, par donation. Dans les six mois du décès, ou un an en cas de décès en dehors de la France métropolitaine, une déclaration fiscale doit être effectuée.
Le taux d'imposition marginal sur les successions en ligne directe s'élevait à 45 % en France en 2018, mais les comparaisons se heurtent à de nombreuses singularités nationales. En effet, presque tous les paramètres de l’impôt changent d’un pays à un autre : l’incidence du lien de parenté (qu'il soit en ligne directe ou collatérale), l'importance des abattements, des exonérations ou encore le taux d'imposition lui-même.
En 20 ans, les recettes fiscales venant des héritages ont progressé de 131 % en euros courants en France, quand l'inflation ne progressait que de 23 % entre 1997 et 2017. Cette augmentation s'explique également par l'explosion des prix de l'immobilier et le vieillissement de la population.

#### Historique

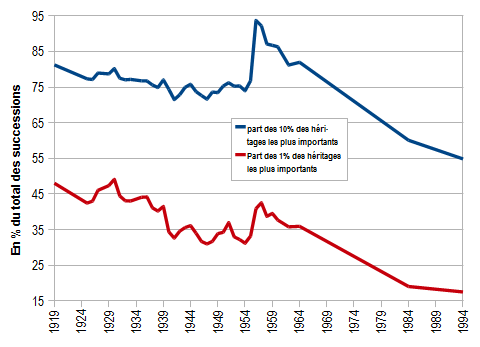
La part des 1 % et 10 % des successions les plus importantes dans le total des successions en France (1919-1994). Données de Thomas Piketty.

- De la Révolution française à la loi du 25 février 1901, les droits furent fixés à un taux strictement proportionnel : un taux unique modeste (1 % en ligne directe, c'est-à-dire entre parents et enfants) s'appliquait à toutes les transmissions, quel que soit leur montant. Après dix ans de manœuvres dilatoires (obstruction parlementaire), le taux est devenu progressif. D'abord porté à 2,5 %, il est passé avec un taux supérieur atteignant 40 % en ligne directe dès 1920.
- Après la Seconde Guerre mondiale, une exonération est placée sur l'immobilier nouvellement construit. Elle est abrogée au début des années 1970. Le paiement en titre sur l'or a permis une petite réduction. En 1956 est introduit le principe d'un abattement forfaitaire.
- La loi de 1959 réduisit le taux supérieur à 15 % en ligne directe et créa des abattements supplémentaires pour les conjoints et les enfants.
- La loi n° 2016-1917 du 29 décembre 2016 de finances pour 2017 a abrogé l'article 780 du code général des impôts (CGI) et l'article 781 du CGI qui prévoyaient une réduction de droits de mutation à titre gratuit (succession, donation) en fonction du nombre d'enfants de l'héritier ou du donataire (qui était de 610 euros par enfant, en sus du deuxième pour la transmission en ligne directe et 305 euros par enfant en sus du deuxième pour les autres transmissions.

#### Aujourd'hui
- En 1983, avec la mise en application du Programme Commun de la Gauche par le gouvernement Mauroy, le taux de la dernière tranche d'imposition a été fixé à 40 %.
- Pour les donations effectuées entre époux et partenaires de PACS depuis 2011, un abattement de 80 724 € s'applique sur la part du conjoint (du partenaire) du donateur[26].
- Chaque enfant bénéficie d'un abattement de 100 000 € avant taxation (barème pour 2013[26]).
- Les transmissions aux frères et sœurs[Note 1] sont taxées au taux de 35 % jusqu'à 24 430 € puis 45 %, après abattement de 15 932 euros.
- Pour la succession entre parents non directs jusqu'au quatrième degré inclus, le taux est de 55 %, et pour la succession entre parents au-delà du quatrième degré ou entre personnes non parentes de 60 %.
- Les donations démembrées (avec réserve d'usufruit) bénéficient d'un abattement dégressif avec l'âge du donateur. Les droits sont exigibles immédiatement, mais au décès la nue-propriété et l'usufruit du bien se rejoignent sans droit entre les mains du donataire. Les droits de donation peuvent être payées par le donateur ce qui réduit d'autant son patrimoine taxable.
- Les bois et forêts et les biens industriels et commerciaux (pacte Dutreil), sous conditions, sont éligibles à un abattement spécifique de 75 %.
- La résidence principale bénéficie d'un abattement de 20 % si elle est occupée par le conjoint survivant (ou un enfant handicapé)[27]. Les autres héritiers dont ce n'est pas la résidence principale (par exemple les enfants) ne bénéficient pas d'abattement et risquent de payer une plus-value en cas de revente. Le mobilier est évalué à 5 % sauf inventaire[Note 2].

DROITS DE SUCCESSION (2017) – Tarifs - Part nette taxable
| LIGNE DIRECTE          |      |                          |
| < 8 072 €              | 5 %  | ( P X 0,05 )             |
| 8 072 - 12 109 €       | 10 % | ( P X 0,10 ) – 404 €     |
| 12 109 – 15 932 €      | 15 % | ( P X 0,15 ) – 1 009 €   |
| 15 932 – 552 324 €     | 20 % | ( P X 0,20 ) – 1 806 €   |
| 552 324 – 902 838 €    | 30 % | ( P X 0,30 ) – 57 038 €  |
| 902 838 – 1 805 677 €  | 40 % | ( P X 0,40 ) – 147 322 € |
| > 1 805 677 €          | 45 % | ( P X 0,45 ) – 237 606 € |
|                        |      |                          |
| FRÈRES ET SŒURS        |      |                          |
| < 24 430 €             | 35 % | ( P X 0,35 )             |
| > 24 430 €             | 45 % | ( P X 0,45 ) – 2 443 €   |
|                        |      |                          |
| AUTRES                 |      |                          |
| Jusqu’au 4e degré      | 55 % | ( P X 0,55 )             |
| Au-delà et non parents | 60 % | ( P X 0,60 )             |

Remarques :
1. Abattements[Note 3] :
  1. En ligne directe, 100 000 euros sur la part des ascendants et chacun des enfants vivants et représentés.
  2. Frères et sœurs : abattement de 15 932 euros (s'ils ne bénéficient pas de l’exonération prévue à l’article 796-O ter du CGI).
  3. Neveux et nièces : abattement de 7 967 euros.
  4. Handicapés : ils bénéficient d’un abattement spécifique de 159 325 euros quel que soit le lien de parenté.
  5. Autre abattement : 1 594 euros (à défaut donc d’autre abattement). En outre, certains dons faits par les héritiers à certains organismes peuvent être soustraits de l’assiette des droits de succession. (Art 788, III du CGI).
2. Réduction de droits :
  1. Mutilés de guerre (invalidité de 50% au minimum) : réduction des droits de mutation de moitié dans la limite de 305 euros…

NB : il convient enfin de tenir compte des donations antérieures. Certains dons de sommes d'argent sont exonérés, notamment en fonction de la personne qui en bénéficie. Ils sont exonéré dans l'une des trois situations suivantes : Dons familiaux (où le bénéficiaire peut recevoir jusqu'à 31 865 € sans avoir à payer de droits fiscaux), Dons aux victimes d'actes de terrorisme, Dons aux forces de l'ordre blessées en opération ou dans le cadre de leur mission.

### Italie
En 2018, le taux d'imposition marginal sur les successions en ligne directe s'élève à 4 %, l'abattement étant d'un million d'euros,.
Les taux pour la taxation pour les autres successions s'établissent ainsi :
- 6% pour les frères et sœurs du défunt, avec un abattement de 100.000 euro pour chaque héritier
- 6% pour les parents au quatrième degré de parenté avec le défunt et aux autres héritiers du côté de l’époux jusqu’au troisième degré (sans abattement)
- 8% pour les transferts à toute autre partie[30].

### Irlande
La république d'Irlande applique un taux de 33 %. En ligne directe, l'abattement est de 310 000 €, pour les autres membres de la famille il est de 32 500 €, et pour une personne sans lien familial de 16 260 €.

### Luxembourg
Au Luxembourg, les héritiers en ligne directe et le conjoint survivant sont exemptés d'impôts.
Entre frères et sœur, le taux est de 6 % dans le cas d'une Succession ab intestat, 15 % pour ce qui relève du testament ; 9 % ab intestat et 15 % au-delà pour la famille proche ; 10 % ab intestat et 15 % au-delà pour la famille éloignée ; 15 % dans tous les autres cas. Dans tous ces cas, Il existe un système de majoration divisé en 19 tranches allant de 10 000 € à 1 750 000 €.

### Pays-Bas
Il existe un dispositif d'abattements. En 2018, celui-ci se montait à 643 194 € entre époux ou concubins, 20 371 € pour les enfants et petits-enfants, ou 48 242 € pour les parents.
| Tranche            | Conjoint ou enfant | Petits-enfants ou ligne directe | Frères, sœurs, parents |
| ------------------ | ------------------ | ------------------------------- | ---------------------- |
| Moins de 123 248 € | 10 %               | 18 %                            | 30 %                   |
| 123 249 € ou plus  | 20 %               | 36 %                            | 40 %                   |

### Royaume-Uni
Le taux est de 40 % au Royaume-Uni. L'abattement est de 325 000 £ pour une personne seule et 650 000 £ pour un couple marié ou en union civile.

### Suisse
Le niveau fédéral n'impose ni les successions ni les donations ; la fiscalité varie donc selon les cantons. De plus, les cantons de Lucerne, de Fribourg, des Grisons et de Vaud peuvent avoir un impôt sur les successions au niveau de la commune.
Pour les descendants directs, seuls les cantons de Appenzell Rhodes-Intérieures, de Neuchâtel, de Vaud et de Lucerne (au niveau des communes) ont un impôt. Ce dernier peut atteindre 3,5 %.
Il est à noter que le canton de Schwyz n'impose aucune donation ni succession, quel que soit le destinataire.
L'impôt sur les successions est prélevé par le canton du dernier domicile du défunt. Toutefois, les biens immobiliers sont imposés dans le canton où ils se situent.

## Pays sans droits de succession
- La Russie a supprimé les droits de succession en 2005.
- La Suède a supprimé les droits de succession en 2005.
- L'Autriche a supprimé les droits de succession en 2008.
- La Norvège a supprimé les droits de succession en 2014.
- La République tchèque a supprimé les droits de succession en 2014.
- La Chine n'a aucun impôt sur les successions : dans Capital et Idéologie (2019), Thomas Piketty souligne « à quel point il est paradoxal qu'un pays dirigé par un parti communiste, adepte proclamé du « socialisme à la chinoise », puisse faire un tel choix ». Il relève également le cas de Hong Kong, « qui avait un impôt successoral à l'époque britannique, et qui l'a aboli en 2005, peu après la rétrocession de 1997 et l'intégration dans la république populaire de Chine »[4].